# Taklung kagyü
A taklung kagyü (tibeti: སྟག་ལུང་བཀའ་བརྒྱུད་, wylie: stag lung bka' brgyud) a tibeti buddhizmusban a kagyü iskola egyik ága.

## Története
A taklung kagyü átadási vonalat Taklung Thangpa Tasi Pal alapította 1180-ban. A többi szarma, azaz új fordítás iskolához hasonlóan, a taklung kagyü is ahhoz a csoporthoz tartozik, amelyeket a buddhizmus második tibeti megalapításakor alapítottak. Ennek megfelelően a taklungba is a korai kadam iskola tanításai épültek be. A taklung kagyü egyik legfontosabb gyakorlata a mahámudrá.
A taklung kagyü székhelye Tibet északi részén található, a Taklung-palotában. A 13. században a vonal harmadik tartója, Csödzsej Szangye Von megalapította a Rivocse kolostort Khamban. Később ezt a hagyományt úgy nevezték el, hogy marthang taklung, mintegy megkülönböztetve a lhászai taklungtól.
Végül a taklung kagyü iskola elterjedt egész Tibetben, Mongólia egyes részein, Kínában, sőt még Indiában is.
A jelenlegi vonaltartók a 7. phakcsok rinpocse, a 7. taklung ma rinpocse és a 26. taklung sabdrung rinpocse.

## Átadási vonal
Marpa Locava hozta el a kagyü hagyományt Indiából miután elvégezte tanulmányait mesterénél, Náropánál, aki Tilopa tanítványa volt, aki a beavatást Vadzsradhara és Vadzsrajogini mesterektől kapta.
Marpa legfőbb tanítványa Milarepa volt, aki a tibeti történelem egyik legnevesebb jógija. Milarepa a vonalat Gampópának adta tovább, aki addigra már a kadam iskola jeles képviselője volt.
Gampópa a szintén kadampa Phagmo Drupa Dordzse Gyalpónak adta tovább, akinek a legfőbb tanítványa volt Taklung Thangpa Tasi Pal, a taklung vonal alapítója.